# Episodi di Metropolitan Police (quarta stagione)
La quarta stagione della serie televisiva Metropolitan Police è stata trasmessa in anteprima nel Regno Unito dalla Independent Television tra il 19 luglio 1988 e il 29 dicembre 1988.
| nº | Titolo originale                 | Titolo italiano | Prima TV UK       | Prima TV Italia |
| -- | -------------------------------- | --------------- | ----------------- | --------------- |
| 1  | Light Duties                     |                 | 19 luglio 1988    |                 |
| 2  | The Three Wise Monkeys           |                 | 21 luglio 1988    |                 |
| 3  | Good Will Visit                  |                 | 26 luglio 1988    |                 |
| 4  | Home Sweet Home                  |                 | 28 luglio 1988    |                 |
| 5  | All in Good Faith                |                 | 2 agosto 1988     |                 |
| 6  | Just Call Me Guvnor              |                 | 4 agosto 1988     |                 |
| 7  | Caught Red Handed                |                 | 9 agosto 1988     |                 |
| 8  | Homes and Gardens                |                 | 11 agosto 1988    |                 |
| 9  | Country Cousin                   |                 | 16 agosto 1988    |                 |
| 10 | Alarms and Embarrassments        |                 | 18 agosto 1988    |                 |
| 11 | Stealing Cars and Nursery Rhymes |                 | 23 agosto 1988    |                 |
| 12 | Hold Fire                        |                 | 25 agosto 1988    |                 |
| 13 | Bad Faith                        |                 | 30 agosto 1988    |                 |
| 14 | Requiem                          |                 | 1º settembre 1988 |                 |
| 15 | Trespasses                       |                 | 6 settembre 1988  |                 |
| 16 | Save the Last Dance for Me       |                 | 8 settembre 1988  |                 |
| 17 | Runaround                        |                 | 13 settembre 1988 |                 |
| 18 | The Trap                         |                 | 15 settembre 1988 |                 |
| 19 | Community Relations              |                 | 20 settembre 1988 |                 |
| 20 | A Dogs Life                      |                 | 22 settembre 1988 |                 |
| 21 | Trouble & Strife                 |                 | 27 settembre 1988 |                 |
| 22 | Running Late                     |                 | 29 settembre 1988 |                 |
| 23 | They Say We're Rough             |                 | 4 ottobre 1988    |                 |
| 24 | Blue for a Boy                   |                 | 6 ottobre 1988    |                 |
| 25 | Chasing the Dragon               |                 | 11 ottobre 1988   |                 |
| 26 | The Coop                         |                 | 13 ottobre 1988   |                 |
| 27 | The Quick and the Dead           |                 | 18 ottobre 1988   |                 |
| 28 | Witness                          |                 | 20 ottobre 1988   |                 |
| 29 | Here We Go Loopy Lou             |                 | 25 ottobre 1988   |                 |
| 30 | Stop and Search                  |                 | 27 ottobre 1988   |                 |
| 31 | Spook Stuff                      |                 | 1º novembre 1988  |                 |
| 32 | Evacuation                       |                 | 2 novembre 1988   |                 |
| 33 | Personal Imports                 |                 | 8 novembre 1988   |                 |
| 34 | Paper Chase                      |                 | 10 novembre 1988  |                 |
| 35 | Intruder                         |                 | 15 novembre 1988  |                 |
| 36 | Conflict                         |                 | 17 novembre 1988  |                 |
| 37 | Duplicates                       |                 | 22 novembre 1988  |                 |
| 38 | Snout                            |                 | 24 novembre 1988  |                 |
| 39 | Old Habits                       |                 | 29 novembre 1988  |                 |
| 40 | The Silent Gun                   |                 | 1º dicembre 1988  |                 |
| 41 | An Old-Fashioned Term            |                 | 6 dicembre 1988   |                 |
| 42 | Getting Stressed                 |                 | 8 dicembre 1988   |                 |
| 43 | Tigers                           |                 | 13 dicembre 1988  |                 |
| 44 | Guessing Game                    |                 | 15 dicembre 1988  |                 |
| 45 | The Assassins                    |                 | 20 dicembre 1988  |                 |
| 46 | Outmoded                         |                 | 22 dicembre 1988  |                 |
| 47 | Digging Up the Past              |                 | 27 dicembre 1988  |                 |
| 48 | Taken into Consideration         |                 | 29 dicembre 1988  |                 |